# 붉은갈색수염사키
붉은갈색수염사키(Chiropotes sagulatus)는 신세계원숭이에 속하는 수염사키원숭이의 일종이다. 브라질과 프랑스령 기아나, 가이아나, 수리남의 고유종이다. IUCN은 붉은갈색수염사키를 갈색등수염사키와 같은 종일 가능성이 있지만 두 수염사키원숭이 개체군이 서로 다른 종이라고 언급한다.